# План Аннана по Сирии
План А́ннана по Си́рии, или «план из шести́ пу́нктов» (англ. six-point peace plan for Syria) — мирный план по урегулированию вооружённого конфликта в Сирии, разработанный весной 2012 года специальным посланником ООН и Лиги арабских государств Кофи Аннаном. В частности, предусматривалось прекращение вооружённого насилия всеми сторонами под эффективным контролем специального механизма ООН, оказание гуманитарной помощи пострадавшим и запуск инклюзивного межсирийского политического диалога.
К этому моменту в Сирии уже более года не прекращались антиправительственные протесты, переросшие в вооруженные столкновения между сторонниками президента Башара Асада и сирийской оппозицией. По данным ООН, общее число жертв на тот момент превысило 8 тысяч человек. С середины апреля в Сирии действовало хрупкое перемирие, за соблюдением которого должны были следить международные наблюдатели. Однако инициатива Аннана не увенчалась успехом: ни один из пунктов его плана так и не был реализован, а из Сирии регулярно приходили сообщения о новых вооружённых инцидентах и жертвах.
Положение ещё более осложнилось в результате гибели мирных жителей в населённых пунктах близ города Хуле. Срыв перемирия ознаменовал собой новую волну насилия. Провал мирного плана привёл к отставке Аннана с поста спецпосланника ООН в Сирии.

## Предыстория
Попытки остановить кровопролитие в Сирии предпринимались с самого начала протестов в 2011 году. Западные страны настаивали на принятии Советом Безопасности ООН самых жёстких мер против правительства Башара Асада. Однако предлагались и другие варианты урегулирования конфликта, предусматривающие передачу власти мирным путём. Так, в январе 2012 года ЛАГ разработала новый план по урегулированию конфликта, предусматривавший передачу власти от Асада к вице-президенту Сирии Фаруку Шараа. В течение двух месяцев предлагалось сформировать правительство национального единства под руководством приемлемой для всех сторон фигуры. Предполагалось также принятие новой конституции, проведение демократических выборов и т. д. На основе этого плана Совет Безопасности ООН вынес на голосование проект резолюции, который поддержали 13 из 15 государств — членов Совета.
Россия и КНР, однако, заблокировали принятие резолюции, пользуясь правом вето как постоянные страны-члены СБ ООН. Представители России видели в тексте резолюции угрозу военного вторжения в Сирию и повторение «ливийского сценария». Кроме этого, по их мнению, в тексте осуждались лишь действия сирийского руководства, при этом не обращалось никакого внимания на деятельность некоторых групп вооруженной оппозиции, проводивших террористическую деятельность на территории страны.
Ранее сирийские власти уже соглашались на другие мирные инициативы, однако повстанцы, противостоящие режиму, к договорённостям относились скептически. Разного рода мирные планы противники режима готовы были обсуждать только после отставки Башара Асада с поста президента Сирии.

## Цели
Среди пунктов, которые Аннан рекомендовал выполнить сирийским властям и оппозиции, значились:

1. Выработка сторонами сирийского конфликта решения, учитывающего интересы и устремления народа;
2. Немедленное прекращение под наблюдением ООН вооруженного насилия в любых формах всеми сторонами конфликта для защиты гражданского населения;
3. Обеспечение армией и оппозицией доступа гуманитарной помощи во все охваченные вооружёнными столкновениями районы страны и соблюдение ежедневной двухчасовой паузы прекращения огня; (на принятии этого пункта настаивал Красный Крест, в том числе на встрече с главой МИД РФ в Москве)
4. Освобождение сирийским правительством в возможно короткие сроки задержанных за участие в акциях протеста людей;
5. Обеспечение свободы передвижения по всей стране для журналистов;
6. Уважение властями свободы собраний и права на мирные демонстрации.

Слабым местом плана, по мнению экспертов, являлось отсутствие каких-либо конкретных сроков для выполнения выдвинутых условий. В плане Аннана не оказалось призыва к Асаду уйти в отставку — аналитики не исключают, что отсутствие этого пункта, на котором так настаивал Запад, объясняется визитом спецпосланника в Москву и его общением с президентом Дмитрием Медведевым и главой МИД РФ Сергеем Лавровым.
В июне Аннан предложил создать в Сирии «правительство национального единства», в которое должны были войти как представители нынешних властей, так и оппозиции. Однако, по его мнению, необходимо было исключить тех, «чьё присутствие усложнит процесс передачи власти или причинит вред процессу примирения и стабильности». По словам Аннана, идея исключения ряда лиц из нового правительства относилась, в первую очередь, к Башару Асаду (хотя в предложении спецпосланника об этом напрямую не говорилось).

## Хронология
Накануне встречи «Друзей Сирии» в Тунисе 23 февраля 2012 года решением ООН был назначен единый спецпредставитель этой организации в Сирии. Эту должность занял бывший генсек ООН Кофи Аннан. Уже в марте Аннан представил свой проект мирного плана, который состоял из шести пунктов. В основном эти требования были адресованы властям Сирии, которые должны были «учесть чаяния и устремления сирийского народа», прекратить боевые действия и отвести тяжёлые вооружения от городов. Аналогичные обязательства должна была выполнить и сирийская оппозиция. Для обсуждения реализации этого плана 24 марта Аннан прилетел на переговоры в Москву. План Аннана был одобрен президентом Башаром Асадом, который обещал содействовать в его реализации.
Со стороны правительства режим прекращения огня должен был начать выполняться с 10 апреля, а со стороны повстанцев с 12 апреля, начиная с 6 утра по местному времени. С этого момента в Сирии стало возможным размещение международных наблюдателей, которые должны были следить за соблюдением перемирия всеми сторонами. 21 апреля Совбез ООН единогласно одобрил расширение группы наблюдателей в Сирии до 300 человек. Размещение наблюдателей было завершено к концу мая, однако их работа была затруднена препятствиями в передвижениях, в чём руководство миссии обвинило сирийские власти и местное население. Сирийские власти обещали завершить вывод войск и тяжёлого вооружения из крупных населённых пунктов к 10 апреля. Однако уже на следующий день представители оппозиции сообщили об артобстрелах городов Хомс и Хама.

### Провал плана
Несмотря на объявленное перемирие, режим прекращения огня регулярно нарушался обеими сторонами конфликта. Положение ещё более осложнилось после массовых убийств мирных жителей в населённых пунктах близ города Хама. Обстрелу были подвергнуты и международные наблюдатели, когда они пытались добраться до места расправы. Власти Сирии возложили ответственность за нападения на боевиков-исламистов. Однако комиссия ООН возложила ответственность за резню на правительственные войска и отряды «Шабиха».
Повстанцы объявили о возобновлении 1 июня «оборонительных операций» против сирийских силовиков. На следующий день Асад пообещал подавить антиправительственное восстание. Начались новые столкновения между правительственной армией и оппозицией. Таким образом, срыв перемирия между правительственными войсками и оппозицией фактически ознаменовал собой провал плана Аннана.
Закономерным итогом этих событий стал уход Кофи Аннана с поста спецпосланника ООН и ЛАГ. О своём намерении уйти в отставку Аннан объявил 2 августа 2012 года. В качестве причин своего ухода он назвал нежелание сирийских властей выполнять условия плана, а также отсутствие единства по сирийской проблеме в Совбезе ООН. Своё сожаление об отставке Аннана высказали сирийские власти и представители России. Преемником Кофи Аннана стал алжирский дипломат Лахдар Брахими.